# Antoninien

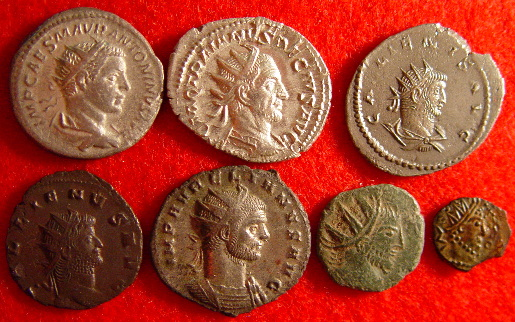
En haut: Héliogabale (argent 218-222), Trajan Dèce (argent 249-251), Gallien (billon 253-268 monnaie d'Asie)
En bas: Gallien (cuivre 253-268), Aurélien (argenté 270-275), copie d'origine barbare (cuivre), copie barbare (cuivre).

L'antoninien ou l'antoninianus est une pièce de monnaie romaine d'une valeur de deux deniers, au début du IIIe siècle au moment de sa création. À l'origine en argent, l'antoninianus a progressivement été dévalué et est devenu une monnaie de billon. On la reconnaît à ses particularités signalant une valeur double : sur les antoniniens, l'empereur est coiffé d'une couronne radiée. L'impératrice y est pour sa part représentée le buste posé sur un croissant.

## Création de l'antoninien

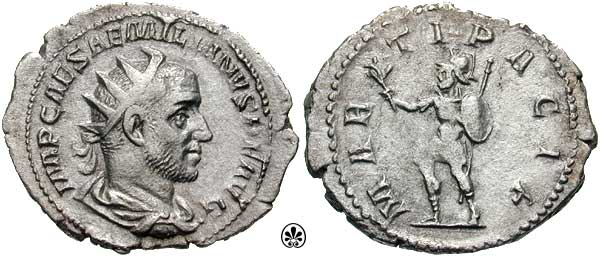
Antoninien d'Emilien frappé en 253

Le double denier est créé en 215 par l'empereur Caracalla. Son patronyme officiel (Marcus Aurelius Antoninus) a inspiré l'appellation actuelle d'antoninien mais le nom porté à l'époque par cette monnaie reste incertain.
L'antoninien avait le même titre d'argent que le denier qui était une pièce de 3 grammes constituée après la dévaluation de Septime Sévère par un alliage à parts égales d'argent et de cuivre (billon). L'antoninien fut émis pour une valeur double du denier mais avec un poids de 5 grammes (officiellement 1/64e de livre) et non de 6. De fait, l'introduction de cette monnaie revint à une nouvelle dévaluation, ce qui procura temporairement d'importantes liquidités à l'État impérial. Ce double denier est émis pendant quelques années, puis abandonné jusqu'en 240. Le denier continua à être frappé jusqu'à Gordien III, qui reprit l'émission de l'antoninien.

## Une expansion désordonnée

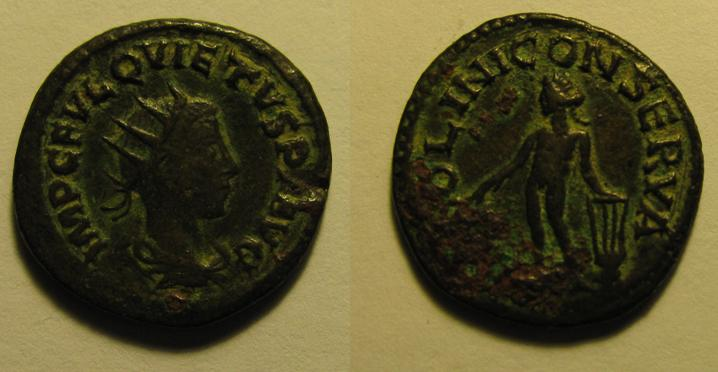
Antoninien en billon de Quietus (260-261) Cohen 3

Les besoins croissants de financement de l'État entrainèrent une production croissante d'antoniniens notamment à partir du règne de Gordien III (238-244), tandis que les frappes de deniers se réduisaient.
La multiplication des émissions d'antoniniens par les nombreux empereurs et usurpateurs du milieu du IIIe siècle provoqua un mouvement de dépréciation et d'inflation qui s'accéléra à partir des règnes de Valérien (253-260) et de Gallien (260-268).
- Les prix montent, les particuliers se mettent à thésauriser les monnaies ayant le meilleur aloi, et remettent en circulation les plus faibles, créant une pénurie d'argent
- L'impôt rentre en monnaie dévaluée tandis que les dépenses militaires augmentent sans arrêt. L'accroissement continu de la masse monétaire en circulation est la solution la plus facile pour les finances impériales
- Les ateliers monétaires se multiplient et sont contraints de compenser le manque de métaux nobles en émettant des antoniniens de plus en plus légers, et de moins en moins argentés
- Des ateliers provinciaux plus ou moins tolérés, des officines de camps militaires, des faussaires émettent à leur tour des antoniniens dévalués en grande quantité.

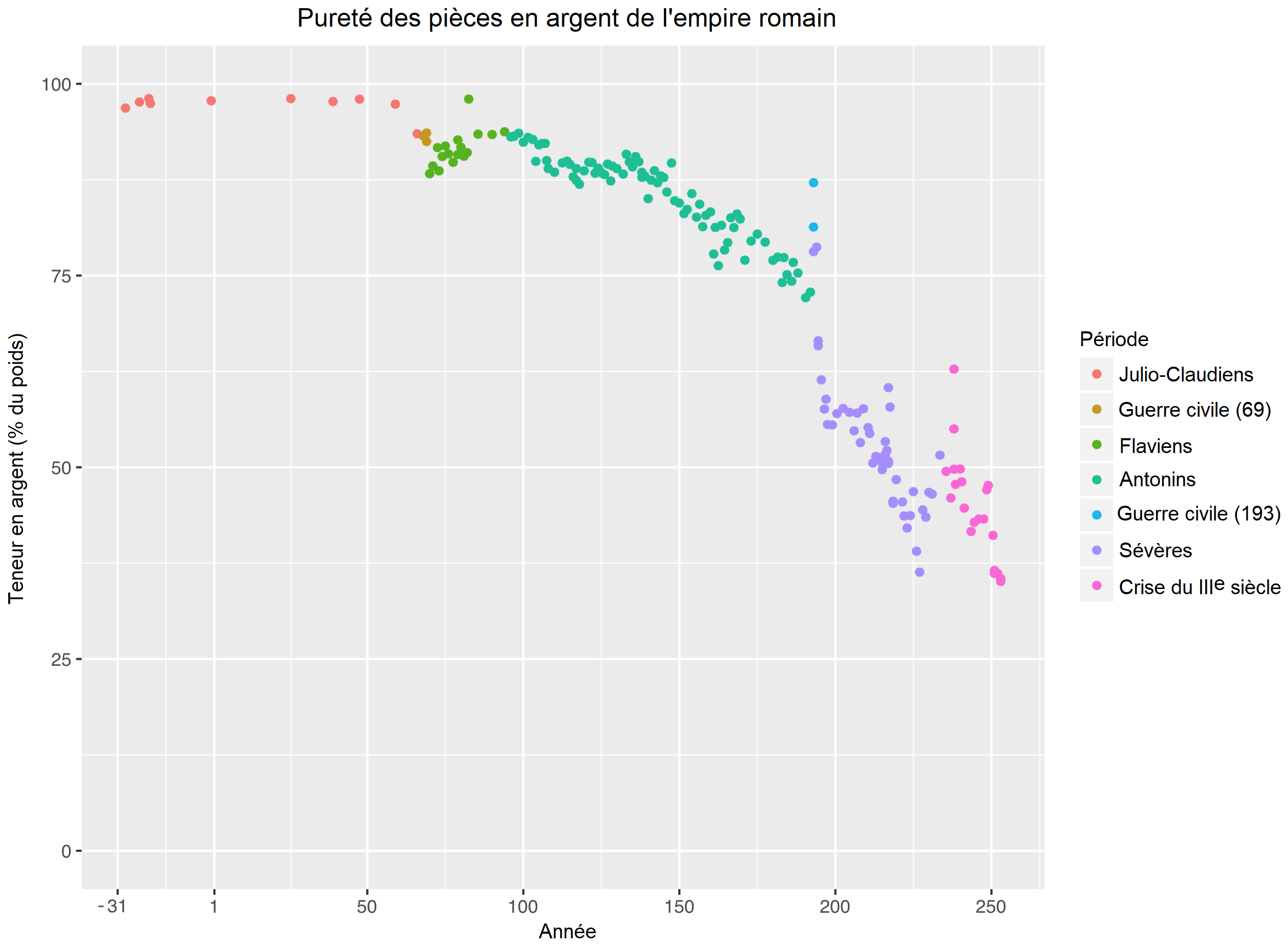
Dès son introdiuction en 215, la teneur en argent de l'antonien n'a cessé de baisser, à l'instar du denier qu'il accompagne dans son déclin.

Le titre en argent (aloi) de l'antoninien s'effondre  :
- 50 % et 5,1 grammes initiaux en 215 sous Caracalla
- 10 % et 2,5 grammes en 260
- 2,4 % et 2,5 grammes en 268.

Dans l'empire des Gaules, grâce au stock de métaux monnayables présent sur le front du Rhin, et aux mines d'Espagne, l'antoninien se maintint avec un aloi convenable jusque vers 263 ou 265, pour chuter ensuite comme dans le reste de l'empire.
Sous Claude II et Tetricus, la faillite de l'antoninien est totale : vraies et fausses pièces (radiati barbari) circulent par millions d'exemplaires, pèsent moins de 3 grammes et ne contiennent qu'à peine 1 % d'argent. Les frappes d'autres monnaies en cuivre ou en bronze sont pratiquement arrêtées, car leur coût de production dépasse leur valeur théorique. Les émissions de monnaies argentées par les cités orientales de l'empire ne peuvent se maintenir. L'antoninien est devenu l'unique monnaie dans tout l'empire, excepté l'Égypte isolée par son statut particulier.

## La réforme d'Aurélien

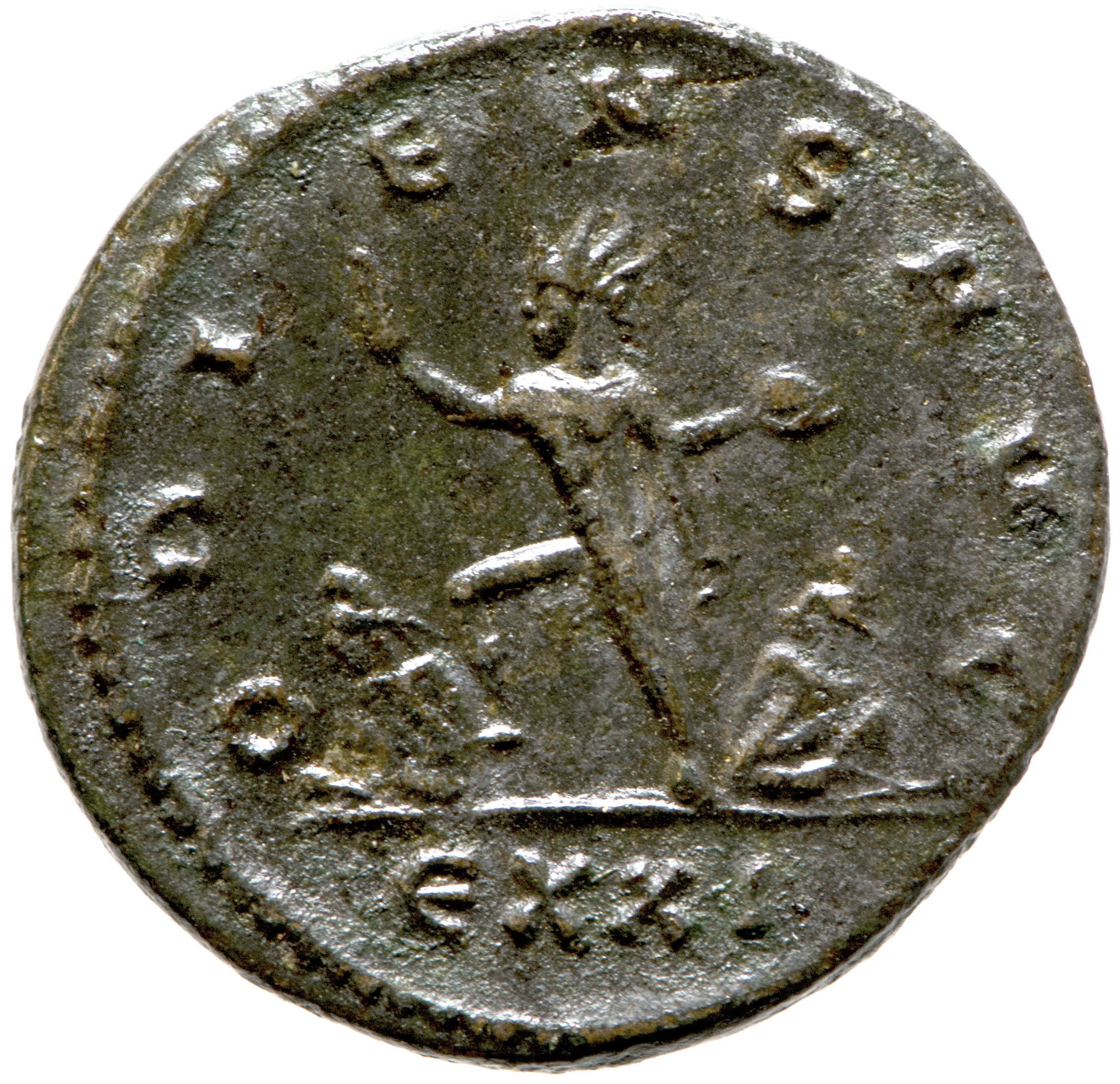
Revers d'un aurelianus, marqué XX I.

En 274, après avoir réunifié l'empire et durement réprimé les fraudes de l'atelier monétaire de Rome, Aurélien modifia le système monétaire, en émettant deux nouvelles monnaies de billon de meilleur aloi que l'antoninien dévalué, pesant 1/84e de livre soit 3,9 grammes, avec deux titres :
- l'aurelianus marqué XX I en Occident et, K A en chiffres grecs, ce qui s'interprète comme signalant une monnaie contenant 20 parts de cuivre pour 1 part d'argent ;
- le double aurelianus marqué XI, comprenant 10 parts de cuivre pour 1 part d'argent.

Pour authentifier l'origine des frappes, Aurélien imposa aussi d'apposer au revers une marque spécifique à chaque officine (cf. ateliers monétaires romains), pratique déjà utilisée sous le règne de Gallien et Salonine.
Parallèlement à son émission, les antoniniens dévalués furent progressivement retirés.
L'aurélianus circula pendant une vingtaine d'années, se déprécia et disparut en 294 sous Dioclétien avec les réformes monétaires de la Tétrarchie.
L'aurélianus reste généralement désigné comme antoninien par la plupart des numismates.

## Trésors d'antoniniens

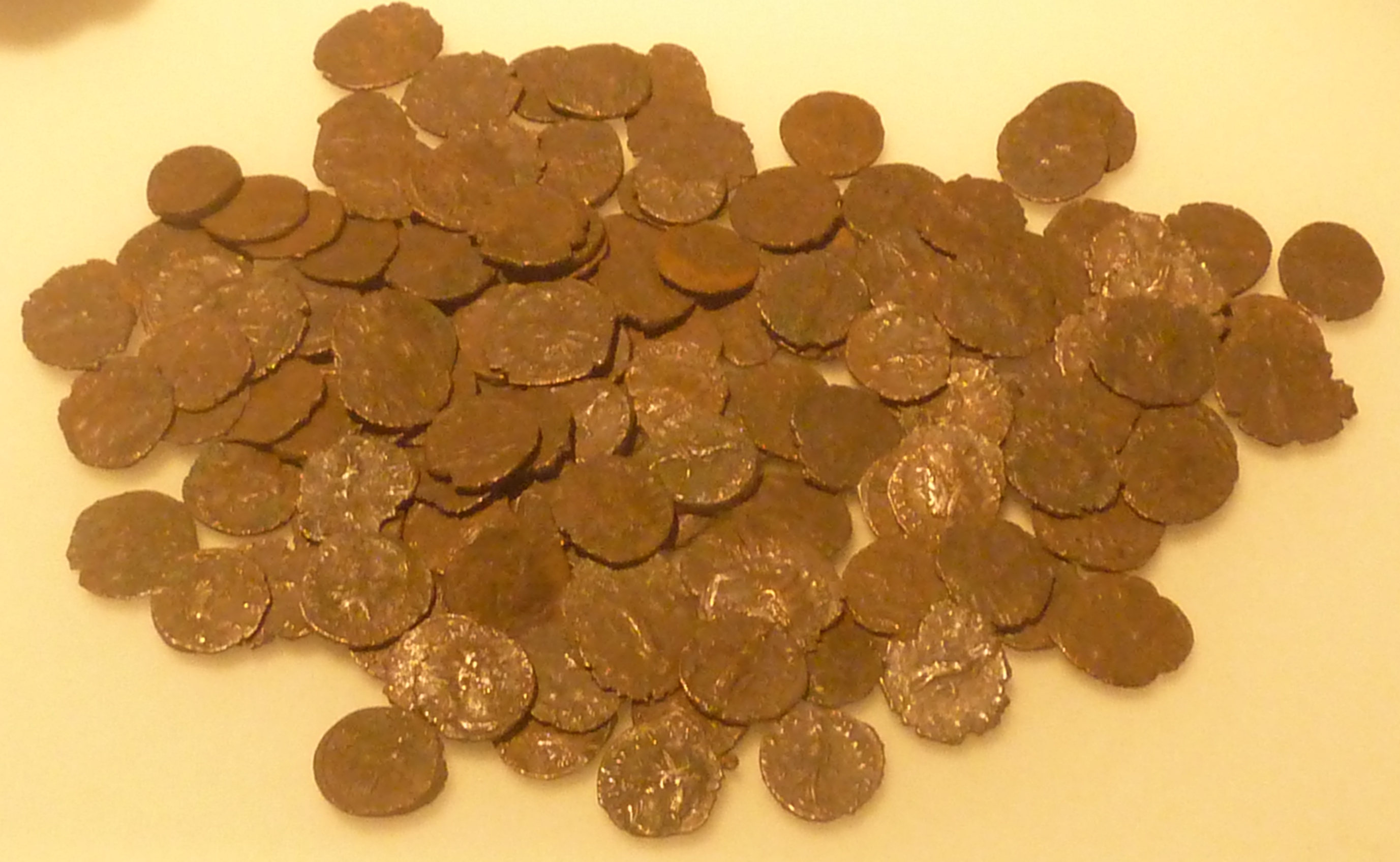
Le trésor de Pannecé II d'antoniniens, découvert en 2002, musée Dobré.

Plusieurs trésors constitués d'un nombre important d'antoniniens ont été enfouis et retrouvés à l'époque moderne, parmi lesquels :
- Trésor d'Évreux, découvert en 1885, 340 kg de monnaies romaines, il comporte environ 110 000 antoniniens, dont environ 15 500 antoniniens à l'effigie de l'empereur Gallien[6].
- Trésor de Komin, découvert en 1918 à Komin en Croatie, plus de 300 000 pièces à l'effigie des empereurs Valérien, Gallien, Claude le Gothique, Aurélien (correspondant à une période allant de 260 à 275)
- Trésor d'Eauze, découvert en 1985, 28 003 monnaies romaines d'argent ou de billon réparties en 4 706 deniers et 23 297 antoniniens
- Trésor des Authieux (Eure), comporte 1084 antoniniens (Gallien, Aurélien, Tacite, Probus), 6 deniers, 1 aureus (Alexandre Sévère) et 3 bagues en argent de la fin du IIIe siècle[7]. Exposé à la Monnaie de Paris.
- Trésor de Pannecé (Loire-Atlantique), découvert en 2002[8] et composé de 41 000 antoniniens en majorité de Tetricus Ier[9]. Le trésor est visible au musée Dobré à Nantes[10].
- Trésor de Saint-Germain-lès-Arpajon, découvert en 2008 et constitué de presque 34 000 antoniniens de la fin du IIIe siècle[11]